# 穆捷 (默尔特-摩泽尔省)
穆捷（法語：Moutiers，法語發音：[mutje]）是法国默尔特-摩泽尔省的一个市镇，属于布里埃区。

## 地理
穆捷（49°14'3"N, 5°57'50"E）面积6.82 平方千米，位于法国大東部大區默尔特-摩泽尔省，该省份为法国东北部内陆省份，是洛林的一部分，北邻比利时、卢森堡，北起顺时针与摩泽尔省、下莱茵省、孚日省和默兹省接壤。
与穆捷接壤的市镇（或旧市镇、城区）包括：欧布埃、莱巴罗什、奥梅库尔、瓦勒鲁瓦、瓦勒德布里埃。

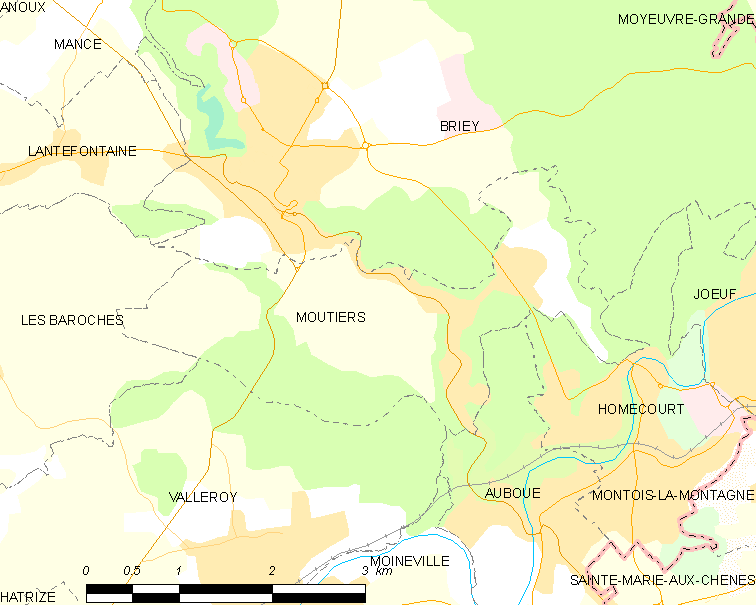
的OSM定位图

穆捷的时区为UTC+01:00、UTC+02:00（夏令时）。

## 行政
穆捷的邮政编码为54660，INSEE市镇编码为54391。

## 政治
穆捷所属的省级选区为雅尼县。

## 人口

1962-2008年间人口变化图示

穆捷于2022年1月1日时的人口数量为1591人。